# Stefan Maciejowski
Stefan Maciejowski alias Stefan Maciejewski (właściwie Alfred Kalt lub Alfred Kaltbaum) (zm. po 16 stycznia 1938) – pierwszy cywilny kat II Rzeczypospolitej.

## Życiorys
Na stanowisko kata został powołany przez Ministerstwo Sprawiedliwości w 1926 roku, aby wykonać wyrok śmierci wydany w trybie doraźnym przez sąd karny w Rzeszowie na Marcinie Panku z Moszczenicy, gdyż dowódca miejscowego garnizonu, w którego kompetencji leżało przeprowadzenie egzekucji, odmówił rozstrzelania skazańca. Wcześniej, od chwili odzyskania przez Polskę niepodległości, wszystkie wyroki śmierci były wykonywane przez wojsko, a metodą egzekucji było rozstrzelanie przez pluton egzekucyjny. Jednakże 22 grudnia 1927 weszło w życie rozporządzenie Prezydenta Rzeczypospolitej z dnia 13 grudnia tego roku o wykonywaniu wyroków śmierci wydanych przez sądy karne powszechne. W myśl art. 1 tego rozporządzenia wykonanie wyroku śmierci wydanego w postępowaniu zwykłym lub doraźnym przez sąd karny powszechny miało odbywać się przez powieszenie.
W ciągu 5 lat swojej pracy wraz z 2 pomocnikami wykonał wyroki na ok. 100 skazańcach. Został odwołany ze stanowiska 26 września 1932 na skutek skandalu z jego udziałem – pijackiej awantury z policjantem „podczas której Maciejowski w sposób niesłychany powoływał się na ministerstwo”. Ponadto „od dłuższego czasu zachowanie ‘wykonawcy wyroków sprawiedliwości’ nastręczało jego przełożonym wielu kłopotów, a to ze względu na opilstwo, któremu kat podlegał. Nie było niemal dnia, ażeby Maciejowski nie urządził po pijanemu jakiejś awantury, zwłaszcza zaś przed lub po dokonaniu egzekucji” Jego miejsce na stanowisku kata zajął jego pierwszy zastępca Braun.
Po utracie stanowiska Maciejowski nie mógł znaleźć żadnej pracy. Próbował wystąpić na drogę sądową przeciwko Ministerstwu Sprawiedliwości o odszkodowanie za obrażenia cielesne, których doznał ze strony skazańca podczas jego egzekucji w Krakowie, lecz pozew został przez sąd oddalony jako nieuzasadniony. W efekcie popadł w nędzę, został eksmitowany z mieszkania i opuszczony przez przyjaciółkę. 2 lutego 1936 próbował popełnić samobójstwo, wieszając się w Parku Sieleckim na Czerniakowie w Warszawie, ale źle wykonał stryczek i został w porę odcięty i uratowany przez przypadkowych przechodniów. Mimo to zapowiedział, iż zamierza po raz kolejny targnąć się na swoje życie: „Trudno, wyszedłem już z wprawy, bo dawno nie wieszałem, ale za drugim razem zrobię to na sobie lepiej”. Dalsze jego losy są nieznane.
Maciejowski był postacią powszechnie znaną w społeczeństwie. Władysław Broniewski pisał w jednym ze swych wierszy: Nie miał nigdy zastoju w przemyśle, pracowity kat Maciejowski. Postać kata występuje również w spopularyzowanej przez Stanisława Grzesiuka piosence ulicznej Bal na Gnojnej – „A kat Maciejewski tam, pod szubienicą, na Antosia czeka już”.